# Jontay Porter
Jontay Porter (Columbia, Misuri, 15 de noviembre de 1999) es un baloncestista estadounidense que actualmente se encuentra sin equipo. Con 2,08 metros de estatura, juega en la posición de ala-pívot. Es hermano menor del también jugador profesional Michael Porter Jr.
El 17 de abril de 2024, después de cinco temporadas a caballo entre la NBA y la G League, recibió una suspensión de por vida por parte de la liga por un tema de apuestas deportivas.

## Trayectoria deportiva

### Universidad
Jugó una temporada con los Tigers de la Universidad de Misuri, en la que promedió 9,9 puntos, 9,8 rebotes, 2,2 asistencias y 1,7 robos de balón por partido.
El 21 de octubre de 2018 se anunció que Porter se perdería su temporada sophomore después de romperse el ligamento cruzado anterior en una pelea. Estando todavía en periodo de rehabilitación, en marzo de 2019 volvió a sufrir la misma lesión. A pesar de ello, anunció que se presentaría al Draft de la NBA, renunciando a los años que le quedaban como universitario.

#### Estadísticas
| Año     | Equipo   | PJ | PT | MPP  | %TC  | %3P  | %TL  | RPP | APP | ROB | TPP | PPP |
| ------- | -------- | -- | -- | ---- | ---- | ---- | ---- | --- | --- | --- | --- | --- |
| 2017–18 | Missouri | 33 | 7  | 24.5 | .437 | .364 | .750 | 6.8 | 2.2 | .8  | 1.7 | 9.9 |

### Profesional
Tras no ser elegido en el draft de la NBA de 2019, no fue hasta marzo de 2020 cuando firmó su primer contrato profesional con los Memphis Grizzlies de la NBA. No llegó a disputar ningún encuentro, pero el 22 de noviembre de 2020 firma por tres años con Memphis. Fue despedido en julio de 2021.
El 3 de noviembre de 2022 fue incluido en la lista de jugadores de Wisconsin Herd después de firmar contrato con el equipo de la G League.
El 2 de octubre de 2023 firmó con los Detroit Pistons. Fue despedido el 21 de octubre, sin haber comenzado la temporada. Nueve días después se incorporó al Motor City Cruise.
El 9 de diciembre de 2023 firmó un contrato dual con los Toronto Raptors.

## Estadísticas de su carrera en la NBA

### Temporada regular
| Año     | Equipo  | PJ | PT | MPP  | %TC  | %3P  | %TL  | RPP | APP | ROB | TPP | PPP |
| ------- | ------- | -- | -- | ---- | ---- | ---- | ---- | --- | --- | --- | --- | --- |
| 2020-21 | Memphis | 11 | 0  | 4.9  | .533 | .375 | .600 | 1.3 | .1  | .3  | .1  | 2.0 |
| 2023-24 | Toronto | 26 | 5  | 13.8 | .385 | .333 | .833 | 3.2 | 2.3 | .8  | .8  | 4.4 |
| Total   | Total   | 37 | 5  | 11.2 | .403 | .338 | .783 | 2.6 | 1.6 | .6  | .6  | 3.7 |

## Vida personal
Su hermano mayor, Michael, es jugador de la NBA. Además tiene otras dos hermanas mayores, Bri y Cierra, que jugaron en la universidad pero ambas están retiradas de la práctica deportiva por razones médicas debido a múltiples lesiones en las piernas. Su hermano menor, Coban, era jugador de la Universidad de Denver pero dejó el baloncesto tras protagonizar un siniestro vial en el que le quitó la vida a una mujer mientras conducía ebrio, lo que derivó en que fuese condenado a seis años de prisión en abril de 2024. Ese mismo mes, en abril de 2024, su otro hermano pequeño, Jevon, fue arrestado en Misuri por conducir bajo los efectos del alcohol.
Se casó con Kelli Kingma, el 17 de septiembre de 2022, en Newcastle (Washington).

### Apuestas deportivas
El 25 de marzo de 2024, ESPN informó que la NBA había abierto una investigación a Porter por "múltiples casos de irregularidades en las apuestas durante los últimos meses". Días después, el 10 de abril, el comisionado de la NBA Adam Silver dijo que podría expulsar permanentemente a Porter de la NBA si sus acusaciones sobre apuestas son ciertas. La División del Juego de Colorado emitió una instrucción el 11 de abril a los operadores de apuestas deportivas estatales para que informaran de inmediato cualquier posible apuesta en "partidos afiliados a la NBA" por parte de cuentas conectadas a Porter. El 17 de abril se le prohibió de por vida seguir jugando en la NBA y sus ligas asociadas, siendo el primer jugador en activo que se le suspende por apuestas deportivas desde Jack Molinas en 1954, y el primer jugador en activo en ser suspendido sin opción a regresar desde Richard Dumas en 1995.